# 納氏異齒鰋
納氏異齒鰋，為輻鰭魚綱鯰形目鮡科的其中一種，為熱帶淡水魚類，分布於亞洲泰國北部Ping河流域，體長可達11.9公分，棲息在岩石底質水流快速的溪流底層水域，生活習性不明。

## 扩展阅读
維基物種上的相關：納氏異齒鰋